# Little Bay East
Little Bay East es un pueblo canadiense situado en la provincia de Terranova y Labrador.

## Superficie
Little Bay East tiene una superficie de 1,56 km².

## Demografía
En 2021, tenía 84 habitantes, una densidad poblacional de 53,8 hab./km², y 57 viviendas.